# Приют (Краматорський район)
Приют — селище Дружківської міської громади Краматорського району Донецької області, України. Населення становить 42 особи (станом на 2001 рік).
Село розташоване на берегах річки Казенний Торець.

## Географія
| Клімат Приюта           | Клімат Приюта | Клімат Приюта | Клімат Приюта | Клімат Приюта | Клімат Приюта | Клімат Приюта | Клімат Приюта | Клімат Приюта | Клімат Приюта | Клімат Приюта | Клімат Приюта | Клімат Приюта | Клімат Приюта |
| Показник                | Січ.          | Лют.          | Бер.          | Квіт.         | Трав.         | Черв.         | Лип.          | Серп.         | Вер.          | Жовт.         | Лист.         | Груд.         | Рік           |
| Середній максимум, °C   | −2,5          | −1,8          | 3,4           | 14,1          | 21,4          | 25,2          | 26,9          | 26,3          | 20,6          | 12,7          | 5,0           | 0,3           | 12,6          |
| Середня температура, °C | −5,5          | −5            | −0,1          | 9,5           | 16,3          | 20,0          | 21,8          | 21,1          | 15,7          | 8,6           | 2,2           | −2,2          | 8,6           |
| Середній мінімум, °C    | −8,5          | −8,1          | −3,2          | 4,9           | 11,2          | 14,9          | 16,8          | 15,9          | 10,8          | 4,6           | −0,5          | −4,7          | 4,5           |
| Норма опадів, мм        | 46            | 35            | 29            | 39            | 44            | 59            | 51            | 40            | 40            | 29            | 42            | 47            | 501           |
| ----------------------- | ------------- | ------------- | ------------- | ------------- | ------------- | ------------- | ------------- | ------------- | ------------- | ------------- | ------------- | ------------- | ------------- |
| Джерело:                |               |               |               |               |               |               |               |               |               |               |               |               |               |

## Населення
Станом на 1989 рік у селищі проживали 30 осіб, серед них — 10 чоловіків і 20 жінок.
За даними перепису населення 2001 року у селищі проживали 42 особи. Рідною мовою назвали:
| Мова       | Кількість осіб | Відсоток |
| ---------- | -------------- | -------- |
| українська | 27             | 64,29 %  |
| російська  | 15             | 35,71 %  |